# Hogere Textielschool (Tilburg)
De Hogere Textielschool Tilburg was een ambachtsschool voor middelbaar onderwijs opgericht begin jaren '30 van de 20e eeuw en sinds 1951 voor hoger onderwijs in Tilburg in de Nederlandse provincie Brabant.
Tilburg kende sinds 1877 een weefschool. In 1901 werd de Vereeniging Ambachts- en Industrieschool voor Tilburg en omstreken opgericht, waar de textielschool onder viel. Op 1 oktober 1904 vond de feestelijke opening plaats van een school met daarbij een textielschool. Deze school had zowel opleiding op lager als op middelbaar niveau. 
In 1929 werd de textielschool zelfstandig en in 1932 formeel opgericht. De opleiding leidde op tot textielvakman op een breed niveau in alle textielvakken. Ook was er een nop- en stopcursus voor meisjes. Na de Tweede Wereldoorlog werd de Lagere Textielschool afgescheiden. Deze zou in 1968 met de invoering van de Mammoetwet overgaan naar de lts. 
Op 10 juli 1951 werd de Middelbare Textielschool opgewaardeerd tot Hogere Textielschool. De opleiding werd verlengd van twee jaar naar vier jaar. Lang zou deze school niet bestaan: door het teruglopen van de textielindustrie nam de behoefte aan specifiek hiervoor opgeleid hogere arbeiders af. In ging 1966 de school op in de Hogeschool 's-Hertogenbosch (tegenwoordig Avans Hogeschool).